# بوبي إيفانز
بوبي إيفانز (بالإنجليزية: Bobby Evans)‏ (مواليد 16 يوليو 1927) هو لاعب كرة قدم. يلعب مع منتخب اسكتلندا لكرة القدم. سبق له أن لعب في كأس العالم لكرة القدم مع منتخب بلاده.

## روابط خارجية
- بوبي إيفانز على موقع الاتحاد الدولي (مؤرشف)  (الإنجليزية)
- بوبي إيفانز على موقع الاتحاد الإسكتلندي (الإنجليزية)
- بوبي إيفانز على موقع قاعدة بيانات كرة القدم.إي يو (الإنجليزية)
- بوبي إيفانز على موقع بيانات كرة القدم. دي إي (الألمانية)
- بوبي إيفانز على موقع ناشيونال فوتبول تيمز (الإنجليزية)
- بوبي إيفانز على موقع Soccerway.com (الإنجليزية)
- بوبي إيفانز على موقع عالم كرة القدم.نت (الإنجليزية)